# Love Song (Sara Bareilles-låt)
Love Song är en låt skriven av Sara Bareilles, och släppt på singel från albumet Little Voice från 2007, som hennes debutsingel. Under liveuppträdanden har hon sagt att hon skrev den åt skivbolaget Epic som begärde att hon skrev en "säljstark kärlekssång", och alltså inte till en special person.
Låten hördes också i en Rhapsody-reklam med "Bottle It Up", och i reklamen för TV-serien The Return of Jezebel James och filmerna Made of Honor, Suburban Girl samt All About Steve. Den hördes också i samband med Apple Garageband Artist Lessons, där Sara Bareilles lärde ut hur man spelar låten på piano.
24 maj 2008 gästade Sara Bareilles Sverige för första gången. Hon framförde då "Love Song" på Sommarkrysset i TV4. 
"Love Song" nominerades 2009 till en Grammy Awards i kategorierna Song of the Year och Best Female Pop Vocal Performance.
Poppunkbandet, Four Year Strong tolkade 2009 låten på samlingsalbumet Punk Goes Pop 2. Den blev Bareilless största hitsingel i USA, och stannade på Billboard Hot 100 i 54 veckor. Låten toppade även listorna Hot Adult Pop Songs och Hot Adult Contemporary Tracks, där den även toppade årslistorna.

## Musikvideo
Videon regisserades av Josh Forbes, och visar Sara Bareilles som sitter och spelar piano inuti en jukebox. Även engelske skådespelaren Adam Campbell medverkar.

## Listplaceringar
| Lista (2007-2008) | Topplacering |
| ----------------- | ------------ |
| Australien        | 4            |
| Belgien           | 10           |
| Belgien           | 12           |
| Danmark           | 9            |
| Italien           | 11           |
| Nederländerna     | 17           |
| Nya Zeeland       | 7            |
| Schweiz           | 16           |
| Sverige           | 17           |
| Österrike         | 18           |

### Fotnoter
1. ↑  ”Listplacering”. http://australian-charts.com/showitem.asp?interpret=Sara+Bareilles&titel=Love+Song&cat=s. Läst 30 maj 2011.
2. ↑  ”Listplacering”. http://www.ultratop.be/nl/showitem.asp?interpret=Sara+Bareilles&titel=Love+Song&cat=s. Läst 30 maj 2011.
3. ↑  ”Listplacering”. http://www.ultratop.be/fr/showitem.asp?interpret=Sara+Bareilles&titel=Love+Song&cat=s. Läst 30 maj 2011.
4. ↑  ”Listplacering”. Arkiverad från originalet den 2 augusti 2008. https://web.archive.org/web/20080802034336/http://danishcharts.com/showitem.asp?interpret=Sara+Bareilles&titel=Love+Song&cat=s. Läst 30 maj 2011.
5. ↑  ”Listplacering”. http://italiancharts.com/showitem.asp?interpret=Sara+Bareilles&titel=Love+Song&cat=s. Läst 30 maj 2011.
6. ↑  ”Listplacering”. http://dutchcharts.nl/showitem.asp?interpret=Sara+Bareilles&titel=Love+Song&cat=s. Läst 30 maj 2011.
7. ↑  ”Listplacering”. https://charts.nz/showitem.asp?interpret=Sara+Bareilles&titel=Love+Song&cat=s. Läst 30 maj 2011.
8. ↑  ”Listplacering”. http://hitparade.ch/showitem.asp?interpret=Sara+Bareilles&titel=Love+Song&cat=s. Läst 29 maj 2011.
9. ↑  ”Listplacering”. http://swedishcharts.com/showitem.asp?interpret=Sara+Bareilles&titel=Love+Song&cat=s. Läst 30 maj 2011.
10. ↑  ”Listplacering”. http://austriancharts.at/showitem.asp?interpret=Sara+Bareilles&titel=Love+Song&cat=s. Läst 30 maj 2011.